# سفيان مهروق
سفيان سعيد الميلودي مهروق (ولد في المحمدية، المغرب) لاعب كرة قدم مغربي يجيد اللعب في مركز الجناح الأيسر وأيضا الجناح الأيمن. يلعب حاليا لصالح نادي المحرق البحريني منذ 2022.